# Zeppelin C.II
Die Zeppelin C.II (auch: Jaray C.II) ist ein deutsches Aufklärungsflugzeug, das zum Ende des Ersten Weltkrieges bei der Luftschiffbau Zeppelin GmbH in Friedrichshafen entworfen und in einer kleinen Serie im Zeppelin-Werk in Lindau gebaut wurde.

## Entwicklung
Im Sommer 1917 beauftragte der Zeppelin-Generaldirektor, Alfred Colsman, den in Friedrichshafen bis dahin mit der Konstruktion von Luftschiffen beschäftigten Aerodynamiker Paul Jaray damit, für die kaiserliche Fliegertruppe einen zweisitzigen, einmotorigen bewaffneten Aufklärer, einen sogenannten C-Typ, zu entwickeln. Als Reaktion entwarf Jaray ab dem 30. Juni innerhalb von zwei Wochen den Höhenaufklärer C.I, dessen Prototyp am 18. August aufgelegt wurde. Insgesamt entstanden drei C.I, von denen die ersten beiden in Gemischtbauweise mit einem Holzrumpf und Tragflächen aus Metall ausgeführt wurden. Zeitgleich erfolgte der Bau einer komplett aus einem Metallgerüst bestehenden C.I in der Lindauer Werkstatt von Zeppelin. Die erste C.I absolvierte am 17. Oktober 1917 in Löwental ihren Erstflug und die im Anschluss durchgeführte Erprobung verlief zufriedenstellend. Daraufhin erteilte die Idflieg am 8. Dezember des Jahres eine Bestellung über je drei C.I und der nun als C.II bezeichneten Ganzmetallausführung. Die Produktion der einzelnen C.II-Komponenten erfolgte in Lindau bis zum März 1918; danach wurden die Teile nach Friedrichshafen transportiert, dort endmontiert und bespannt. Die drei Flugzeuge erhielten die Militärnummern C.15803/17 bis C.15805/17 und wurden ab dem 10. März in Löwental eingeflogen. Am 11. Mai erfolgte die Ab- und Übernahme durch die Idflieg, die im Anschluss noch eine weitere Bestellung über 20 C.II aufgab. Auch diese Flugzeuge mit den Militärnummern C.5500/18 bis C.5519/18 wurden in Lindau gefertigt und in Friedrichshafen endmontiert und eingeflogen, die letzten davon Ende November 1918. Zu einem Fronteinsatz kam es allerdings nicht mehr. Die zweite C.II des 20er Bauloses wurde noch bei der DVL in Adlershof getestet.

## Einsatz

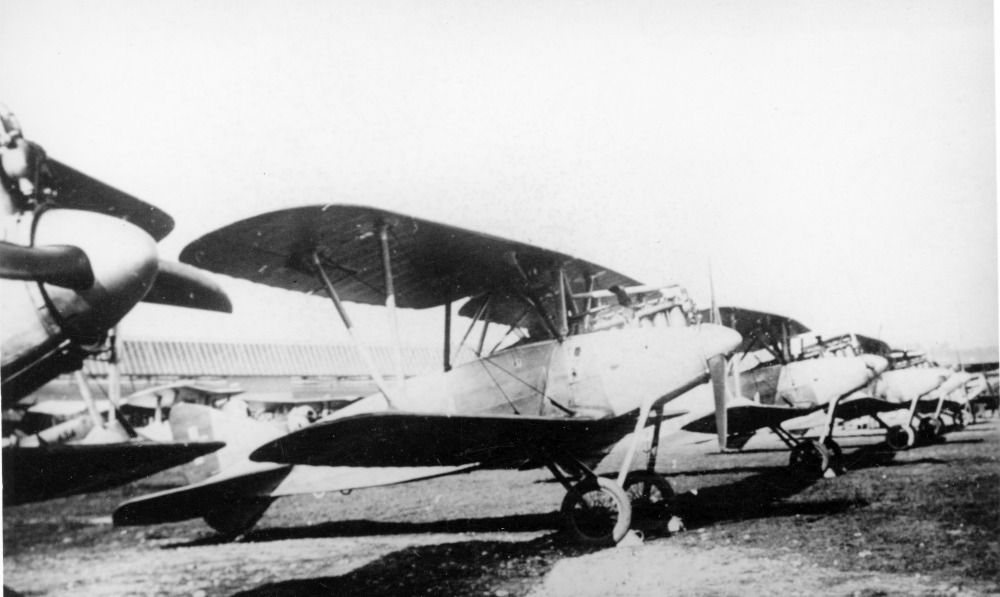
Schweizer C.II in Dübendorf, 1920

Nach dem Waffenstillstand vom 11. November 1918 befanden sich noch 19 kaum geflogene C.II der 20er Serie im Bestand der Fliegertruppe, lediglich ein Flugzeug, die C.5503/18, war bei einer missglückten Landung in Johannisthal in Brand geraten und zerstört worden. Im Juni 1919, im gleichen Monat, als der Versailler Vertrag, der dem Deutschen Reich den Besitz und die Unterhaltung eigener Luftstreitkräfte verbot, unterzeichnet wurde, kaufte der Luftschiffbau Zeppelin diese Flugzeuge vom Reichsverwertungsamt zurück und bot sie der Schweiz zum Kauf an. Diese nahm trotz des von den Alliierten verhängten Verkaufsverbots das Angebot an und erwarb über private Strohmänner und eine Scheinfirma die C.II zum Stückpreis von lediglich 30.000 Mark. Die Flugzeuge gelangten im Oktober 1919 in die Schweiz und wurden am 4. September 2020 offiziell von der Luftwaffe erworben und mit den Kennzeichen 801–812 und 814–820 als Aufklärer Zepp LZ C-II in Dienst gestellt. Der Typ war das erste Ganzmetallflugzeug der Schweizer Fliegertruppe. Zwei Exemplare (816 und 820) wurden 1924 der Abteilung für Landestopografie übergeben, die sie zum Anfertigen von Luftbildaufnahmen verwendete. Für die dafür eingebaute Kamera wurde eine Öffnung in den Boden der Beobachterkabine geschnitten. Am 14. Oktober 1927 stürzte bei einem solchen Flug die Besatzung Walter von Tobel und Hans Hugi mit der 816 tödlich ab. Als Ursache wurde Materialermüdung vermutet, zumal der Schweizer Betreiber bereits im Dezember 1926 von der Zeppelin-Nachfolgerin Dornier-Metallbauten GmbH darauf hingewiesen worden war, dass die Haltbarkeit des für die Zelle verwendeten Duraluminiums nur etwa acht bis zehn Jahre betrage. Nach dem Unfall wurden deshalb sämtliche Zepp LZ C-II ausgemustert.

## Aufbau
Die C.II war ein verspannter Doppeldecker in Ganzmetallbauweise mit einem aus Duralumin-Profilen gefertigten Gitterrumpf mit viereckigem Querschnitt und leicht gewölbten Seitenwänden. Die Tragflächen waren als Duralumingerüste ausgeführt, bestehend aus zwei Holmen mit aufgenieteten Rippen. Die gesamte Konstruktion war mit von der Berliner Ballonhüllengesellschaft hergestellten Luftschiffstoff bespannt. Als Antrieb diente ein Maybach-Reihenmotor, der eine starre Zweiblatt-Luftschraube Jaray LZ-Pi 61/62 antrieb und als Besonderheit über einen Anlasser verfügte. Das Hauptfahrwerk war starr und durch eine Achse verbunden, am Heck befand sich ein Schleifsporn.

## Technische Daten
| Kenngröße             | Daten                                                        |
| --------------------- | ------------------------------------------------------------ |
| Besatzung             | 2 (Pilot/Beobachter)                                         |
| Spannweite            | 12 m                                                         |
| Länge                 | 8 m                                                          |
| Höhe                  | 3,7 m                                                        |
| Flügelfläche          | 31,2 m²                                                      |
| Rüstmasse             | 1035 kg                                                      |
| Zuladung              | 435 kg                                                       |
| Startmasse            | 1470 kg                                                      |
| Antrieb               | ein wassergekühlter Sechszylinder-Reihenmotor Maybach Mb IVa |
| Nennleistung          | 245 PS (180 kW) bei 1400/m                                   |
| Höchstgeschwindigkeit | 180 km/h in Bodennähe                                        |
| Steigzeit             | 2,48 min auf 1000 m Höhe 24,48 min auf 5000 m Höhe           |
| Dienstgipfelhöhe      | 8500 m                                                       |
| Reichweite            | 450 km                                                       |
| Bewaffnung            | ein starres 7,9-mm-MG ein bewegliches 7,9-mm-MG              |